# بنسون کیپروتو
بنسون کیپروتو (انگلیسی: Benson Kipruto؛ زادهٔ ۱۷ مارس ۱۹۹۱) ورزشکار دو و میدانی، و دونده ماراتن اهل کنیا است.